# Valettia coheres
Valettia coheres är en kräftdjursart som beskrevs av Stebbing 1888. Valettia coheres ingår i släktet Valettia och familjen Valettidae. Inga underarter finns listade i Catalogue of Life.